# Aleksandra Koncewicz

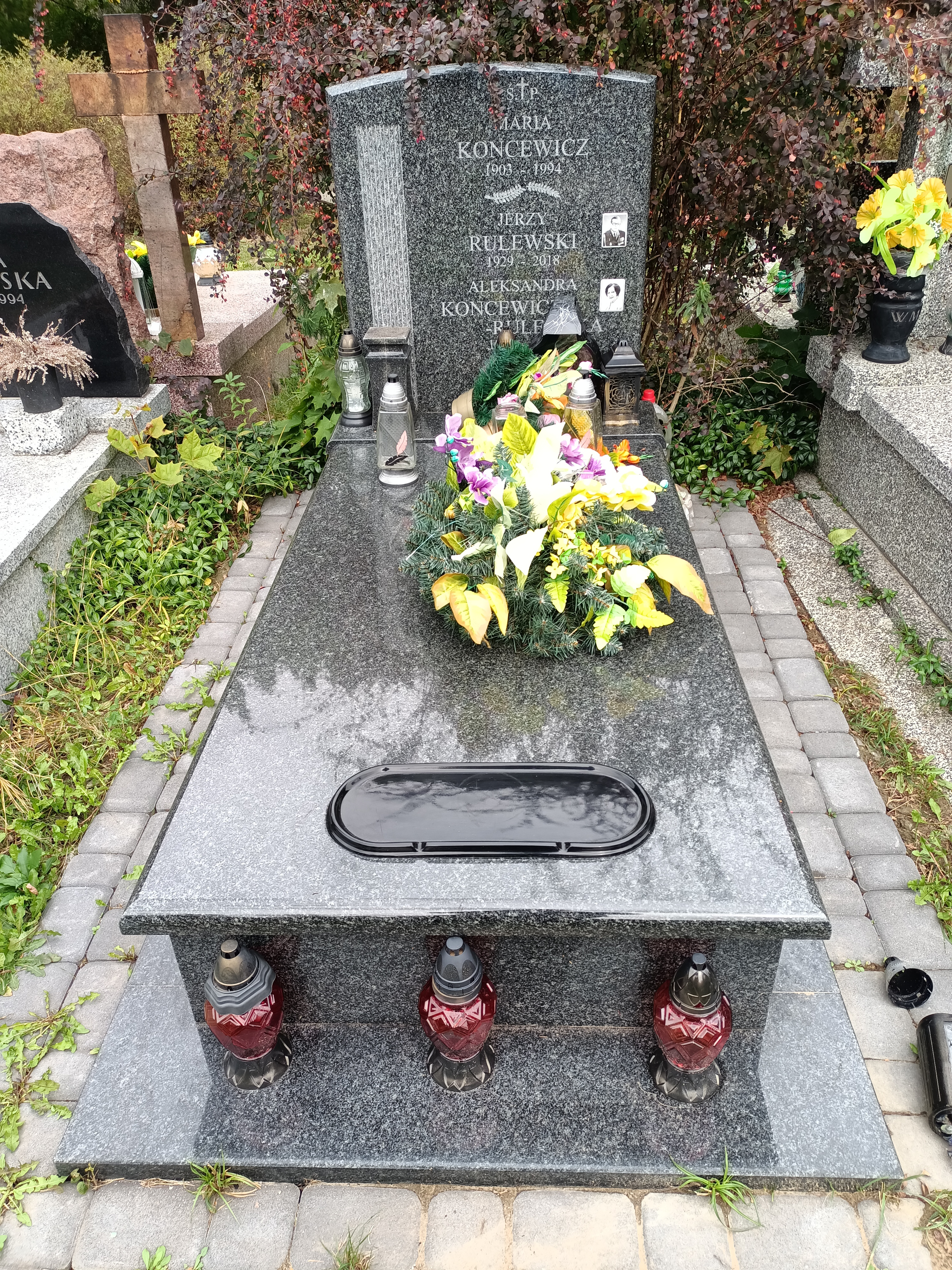
Grób Aleksandry Koncewicz na Cmentarzu Komunalnym Północnym w Warszawie

Aleksandra Barbara Koncewicz-Rulewska (ur. 12 listopada 1930 w Warszawie, zm. 12 marca 2021 tamże) – polska aktorka.

## Życiorys
Zadebiutowała w teatrze 3 marca 1951 roku. W 1963 otrzymała nagrodę rozgłośni PRiTV w Poznaniu za wyróżniającą się rolę aktora Ziemi Wielkopolskiej – za Jenny w „Operze za trzy grosze” w T. Polskim w Poznaniu. W 1964 i 1967 otrzymała odznaczenie w plebiscycie „Expressu Poznańskiego” na najpopularniejszego aktora scen poznańskich. W 1968 otrzymała Złoty Krzyż Zasługi.
Została pochowana na cmentarzu Północnym na Wólce Węglowej w Warszawie.

## Filmografia
- 2006 Plebania jako członek rady parafialnej (odc. 380, 381, 722)
- 2005 Magda M. jako klientka w cukierni (odc. 11)
- 2004 Daleko od noszy jako generałowa (odc. Krwawa Zemsta II – 26)
- 2003–2009 Na Wspólnej jako sąsiadka
- 2002 Superprodukcja jako pani Aldona, dziennikarka pisma „Hola Hola” na konferencji prasowej
- 2000 Na dobre i na złe jako Walczakowa, sąsiadka Sikorskiej (odc. 52).
- 2000 13 posterunek 2 jako pani z kuratorium (odc. 20)
- 1999 Policjanci jako sąsiadka Arka
- 1999 Pierwszy milion jako bibliotekarka
- 1997 Historie miłosne jako pani profesor
- 1996 Dom (odc. Coś się kończy, coś się zaczyna – 13)
- 1996 Awantura o Basię jako nauczycielka Julka i Zygmunta
- 1995 Tato jako pani Krysia, kobieta z biura kuratora sądowego
- 1995 Odjazd jako gospodyni księdza
- 1995 Matki, żony i kochanki jako kierowniczka USC w Kobuzach udzielająca ślubu Wiktorii i Cezaremu
- 1994 Ptaszka jako kobieta na stypie po śmierci babci
- 1994 Miasto prywatne jako kobieta zamordowana przez bandę podczas napadu; w czołówce nazwisko: Kuncewicz
- 1994 Faustyna jako starsza siostra
- 1992 Kuchnia polska jako Celina (odc. 4)
- 1992 Szczęśliwego nowego roku jako Celina
- 1991 Cheat jako opiekunka dzieci
- 1990 Życie za życie. Maksymilian Kolbe jako żona mecenasa Góreckiego; nie występuje w napisach
- 1990 Historia nienormalna jako żona ojca Ewy
- 1988–1990 Labirynt jako policjantka w policyjnej Izbie Dziecka
- 1984 Przybłęda
- 1984 Hania jako Ustrzycka
- 1983 Adopcja jako pracownica ośrodka adopcyjnego; wystąpiła tylko w drugiej części filmu
- 1979 Doktor Murek jako Róża Kosicka, przyjaciółka i współlokatorka Miki
- 1978 Układ krążenia jako członkini Okręgowej Komisji Kontroli Zawodowej
- 1978/1981 07 zgłoś się dwie role: jako dyrektorka domu dziecka w którym w dzieciństwie przebywała Ewa Grabik (odc. 7) oraz jako lekarka w pociągu (odc. 11)
- 1976 Zielone – Minione..
- 1973 Wielka miłość Balzaka jako markiza Maria de Castries; rola Anouk Ferjac (polski dubbing)

## Dubbing
- 2010 Potwory kontra Obcy: Dynie-mutanty z kosmosu
- 2010 Niania i wielkie bum – Pani Docherty
- 2008 Kroniki Spiderwick – Lucinda
- 2007 ICarly –
  - Pani Briggs,
  - uczennica sztuki (odc. 47)
  - Starsza Pani (odc. 51),
- 2007 Co gryzie Jimmy’ego? – Panna Plattner (odc. 18)
- 2007 Przygody Sary Jane – Bea Nelson-Stanley (odc. 4-5)
- 2005 Lassie
- 2005 Oliver Twist
- 2002 Tytus, Romek i A’Tomek wśród złodziei marzeń – Gruba książka
- 2001–2003 Małe zoo Lucy –
  - Molly Hipopotam
  - Melania Łoś (odc. 47-48)
- 2000 Sztruksik
- 1999 SpongeBob Kanciastoporty – Babcia SpongeBoba
- 1997 Witaj, Franklin – narrator
- 1995 Patrol Jin Jina
- 1994 Spider-Man – May Parker
- 1991–1992 Trzy małe duszki – Cutter
- 1983–1989 W krainie czarnoksiężnika Oza
- 1981–1990 Smerfy – Matka Natura
- 1977–1980 Kapitan Grotman i Aniołkolatki
- 1976 Ja, Klaudiusz – Agrypina Starsza